# Джанполадян Левон Михайлович
Левон Михайлович Джанполадян (вірм. Ջանփոլանդյան Լևոն Միքայելի; нар. 1 липня 1912, Єреван — пом. 5 жовтня 1997) — радянський вчений в галузі хімії і технології виноробства. Доктор технічних наук з 1966 року, професор з 1967 року, академік НАН Вірменії (з 1994 року, член-кореспондент з 1971 року).

## Біографія
Народився 1 липня 1912 року в Єревані. 1936 року закінчив Московську сільськогосподарську академію імені К. А. Тімірязєва. Член ВКП(б) з 1941 року. У 1948—1963 і 1994—1997 роках — завідувач відділом Вірменського науково-дослідного інституту виноградарства, виноробства та плодівництва. З 1965 по 1984 рік — перший заступник міністра харчової промисловості Вірменської РСР.
Помер 5 жовтня 1997 року.

## Наукова діяльність
Основні напрямки досліджень: розробка наукових основ технології коньяку, хімії процесів дозрівання коньячних спиртів, технології вин Вірменської РСР, методів обробки вина за допомогою струменевого реактора, способів використання відходів виноробства. Проводив також дослідження в галузі історії виноробства і коньячного виробництва в Вірменії та інше. У виробництво впроваджені нові технологічні способи витримки коньяку, отримання кріплених і столових вин, обробки вина і інше, розроблені вченим. Створив нові марки вин. Автор близько 130 наукових робіт, в тому числі 3-х монографій, і 15 винаходів. Серед робіт:
- Очерки развития отечественного коньячного производства. — Ереван, 1966.

## Відзнаки
- Заслужений діяч науки Вірменської РСР (з 1967 року);
- Нагороджений орденами Трудового Червоного Прапора і «Знак Пошани».